# Cameron (Teksas)
Cameron – miasto w Stanach Zjednoczonych, w stanie Teksas, w hrabstwie Milam. W 2000 roku liczyło 5 634 mieszkańców.